# Néothomisme
 (décembre 2022).

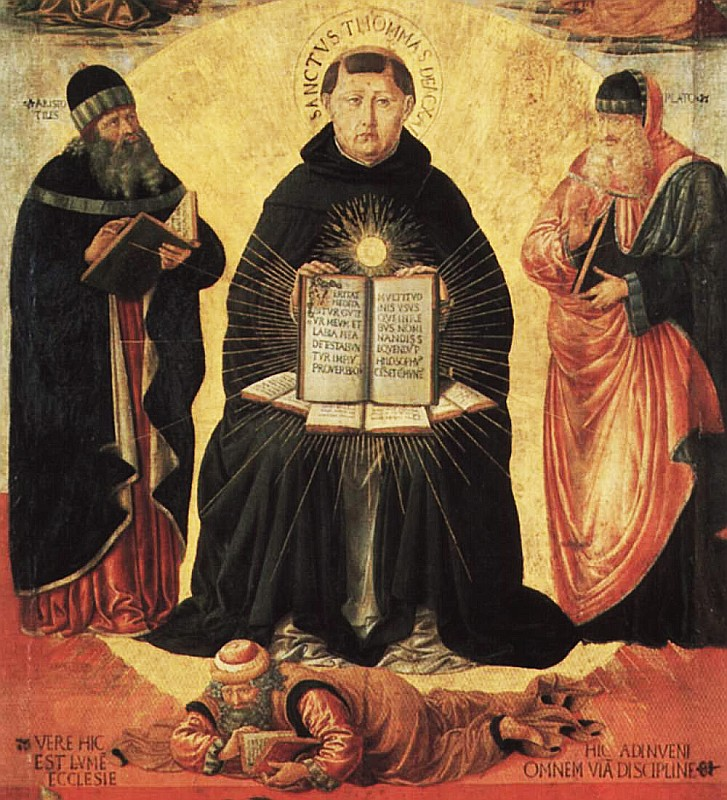
Triomphe de Thomas d'Aquin sur Averroès.

Le néothomisme (parfois appelé néoscolastique) est un renouveau de la philosophie thomiste élaboré à la fin du XIXe siècle et au cours du XXe siècle à l'initiative du pape Léon XIII et de son encyclique Æterni Patris. À sa suite, Pie X voit dans le thomisme le seul rempart efficace contre le modernisme. L'approbation des vingt-quatre thèses thomistes en 1914, fait du thomisme la philosophie officielle de l'Église catholique. Cette philosophie est réaffirmée par Benoît XV (encyclique Fausto appetente die, 1921) et donnée au clergé régulier et séculier à travers un code de droit canonique, très inspiré par la doctrine de Thomas d'Aquin.
Le néothomisme — dont l'université de Louvain fut un des foyers — réactualise le réalisme en philosophie. Bien que l'Église soit largement responsable du mouvement, on peut y distinguer différents courants. Les représentants les plus importants du néo-thomisme sont Jacques Maritain et Étienne Gilson.

## Genèse
Au XIXe siècle, la doctrine de Thomas d'Aquin est largement oubliée, et la scolastique a subi de vives critiques. Pour Marcel Régnier, elle restait bien présente dans les universités européennes, mais sous une forme diluée que l'on ne pouvait plus appeler « thomisme ». Toutefois, diverses réactions se font jour au XIXe siècle. En Allemagne, on assiste à une réaction de la scolastique et de la philosophie de Saint Thomas, en réaction à la philosophie kantienne et néo-kantienne ; en Italie, c'est un retour à la philosophie « aristotélico-thomiste » ; différents auteurs, comme Victor Cousin, s'intéressent à la philosophie médiévale.

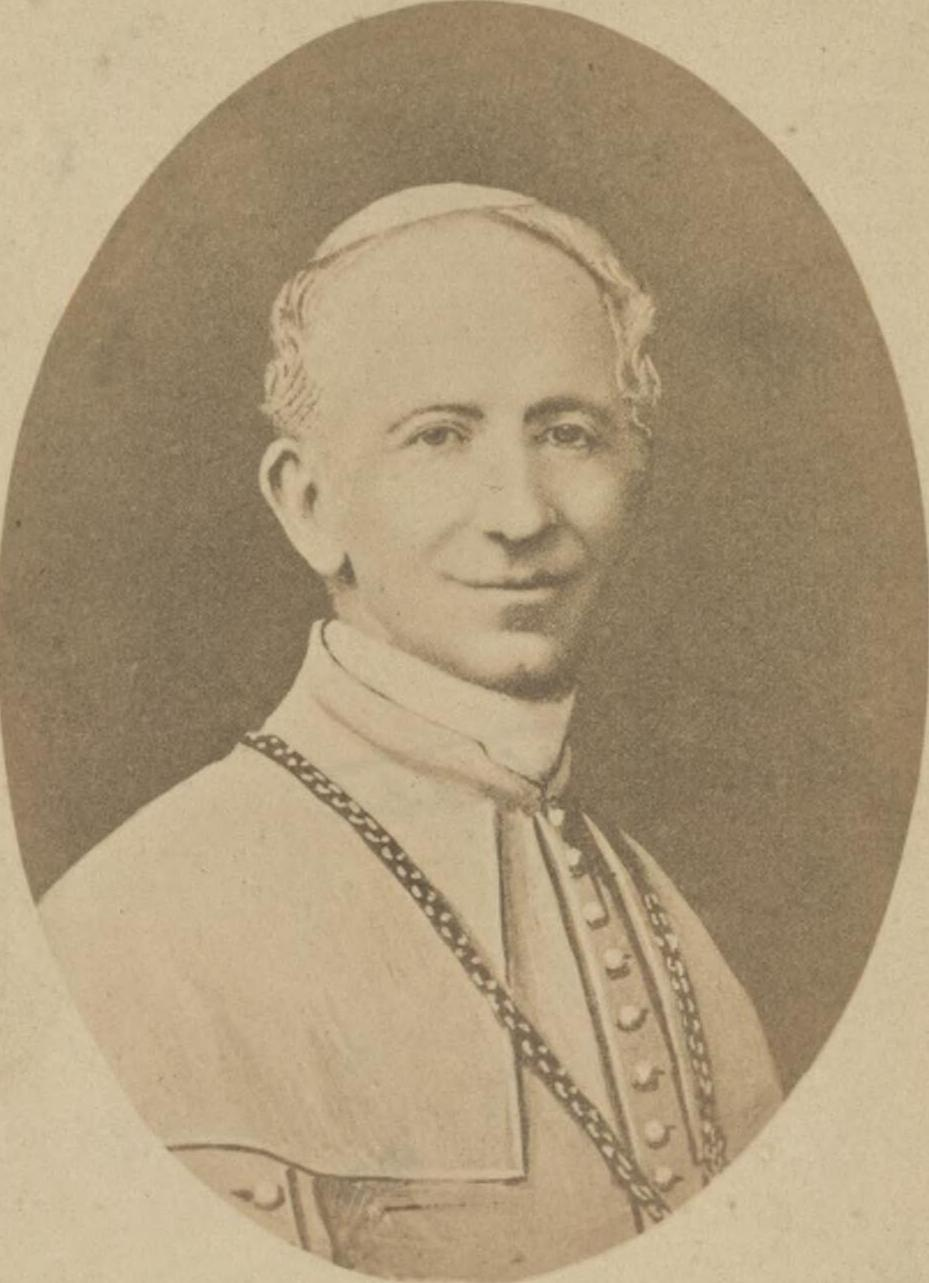
Le pape Léon XIII vers 1878.

C'est dans ce contexte que va arriver, en 1879, l'encyclique Aeternis Patris de Léon XIII sur la philosophie chrétienne, qui marque le départ d'un renouveau du thomisme qui sera ainsi à l'origine d'une « néo-scolastique » ou d'un « néo-thomisme »,. Le pape souhaite faire de la pensée de Thomas d'Aquin le modèle pour la chrétienté et pour initier cette démarche, il va s'appuyer sur l'université de Louvain. Il demande aux évêques qui chapeautent l'établissement d'y créer une chaire de philosophie thomiste. Elle va être confiée, en 1882, à un jeune professeur de 31 ans, Désiré-Joseph Mercier (le futur cardinal Mercier). Celui-ci va être un allié de choix: il soutient le projet avec enthousiasme. Ajouté au soutien sans faille du pape, cela va faire de Louvain l'un des centres de la renaissance thomiste, qui va marquer la pensée catholique à la fin du XIXe siècle. Et on va alors assister à une floraison de manuels dits « thomistes », qui s'inspirent le plus souvent des commentateurs de la scolastique tardive comme le jésuite François Suarez (1548-1617), ce qui donnera même lieu à une sorte d'académisme thomiste, voire un conservatisme, bien éloignés de la liberté critique dont avait fait preuve Thomas d'Aquin à son époque.

## Courants
La présentation qui suit reprend les divisions établies par le François-Joseph Thonnard. L'apparition de courants dans le néo-thomisme s'explique par le fait que, en dehors des 24 thèses officielles qui doivent être reprises, nombre de points peuvent être « librement » débattus.
Parmi les initiateurs du mouvement, on retiendra les noms de Jacques Balmes (1810-1848) et Gaetano Sanseverino (1811-1865).

### Courant traditionnel
Les représentants de ce courant n'ont pas d'abord pour but de s'éloigner de la doctrine thomiste, mais de montrer (ou démontrer) ce qu'elle a d'éternellement durable, en matière de métaphysique notamment. Tous adoptent une attitude critique vis-à-vis de ce qu'ils considèrent être des "erreurs" de la modernité, erreurs auxquelles ils opposent des positions thomistes[non neutre]. La plupart des ouvrages de ce courant sont écrits en latin.
Signalons :
- Abbé Frédéric Lebrethon (1812-1879), auteur d'une Petite somme théologique de Saint Thomas d'Aquin, à l'usage des ecclésiastiques et des gens du monde en 4 vol.
- Tommaso Maria Zigliara (1833-1893), auteur italien d'une Summa philosophica en 3 vol. Léon XIII le nomma Cardinal et président de l'Académie de Saint Thomas.
- Albert Farges, auteur d'Études philosophiques en 9 vol. et d'un Cours de philosophie adopté comme manuel par beaucoup de séminaires.
- Le père Réginald Garrigou-Lagrange (1877-1964), auteur d'une Synthèse thomiste et de Dieu, son existence et sa nature.
- Le chanoine Henri Collin (1888-1979), auteur d'un Manuel de philosophie thomiste, adapté aux derniers programme de l'enseignement secondaire en 2 vol.
- Le Cardinal Billot (1846-1931) dont le retour à saint Thomas manifeste son indépendance vis-à-vis de Suarez (qui influence beaucoup les néo-thomistes allemands).

### Courant progressiste
Ce courant ne se contente pas de restaurer les anciennes doctrines thomistes, mais tente d'incorporer tout ce que la pensée moderne a pu découvrir de bon. Il vise à enrichir le thomisme tout en se montrant sévère envers ce qui est qualifié d'« erreurs » de la pensée moderne. Le chef de ce mouvement est le Cardinal Mercier.
Plusieurs écoles se réclament de la démarche progressiste :

#### École historique
L'école historique applique les méthodes de la critique moderne à l'étude du thomisme et de la philosophie médiévale qu'elle a contribué à redécouvrir et à revaloriser. Retenons en Belgique : Maurice De Wulf ; en Allemagne : Martin Grabmann; en France : Pierre Mandonnet, fondateur de la Bibliothèque thomiste, Étienne Gilson, Marie-Dominique Chenu ; en Espagne : Miguel Asín Palacios, auteur d'études comparatives sur les spiritualités musulmane et chrétienne.

#### École progressiste
L'école progressiste tente d'enrichir et de renouveler le thomisme « en lui faisant, dit le père Sertillanges, assimiler toute la substance nutritive que les siècles ont, depuis, élaborée ». En ce sens la réflexion thomiste se répand dans tous les domaines, de la politique à la métaphysique, de la morale à l'épistémologie. Le représentant français majeur de ce courant est certainement, outre Sertillanges, Jacques Maritain. Citons également le cardinal Mercier, fondateur de l'Institut supérieur de philosophie de Louvain où enseigna Joseph Maréchal ainsi que Pierre Scheuer. Enfin, la néoscolastique italienne de l'école de Milan, fondée par le Père Agostino Gemelli, fondateur de la Revue de philosophie Scolastique. Se réclamant eux aussi de Mercier, ils veulent repenser « la philosophie éternelle » du docteur angélique pour répondre aux problèmes actuels. Ils combattent le positivisme scientiste et l'idéalisme hégélien de Croce et Giovanni Gentile. Les travaux s'axent actuellement autour des liens entre le thomisme et les courants actuels tels que la phénoménologie, notamment par les travaux d'Emmanuel Falque.

#### École indianiste
Un groupe de Jésuites belges missionnaires en Inde, résidant au collège Saint-Xavier de Calcutta, va s'atteler à interpréter les doctrines métaphysiques du Vedânta à la lumière du thomisme. Si dans un premier temps il s'est plutôt agi de montrer, avec une visée missionnaire marquée (l'inculturation de la foi chrétienne), en quoi les différentes formes du Vedânta aboutissaient à des explications partielles en accord avec ce que le thomisme à lui seul démontrait, les travaux plus récents de cette école ont davantage été dans le sens d'un dialogue inter-philosophique et -théologique avec enrichissement métaphysique ou même mystique mutuel. Les figures marquantes de cette école sont les Pères Georges Dandoy, Pierre Johanns, et Richard De Smet. On peut aussi citer Michel (Michaël) Ledrus, professeur de philosophie indienne à l'Université Grégorienne, de Rome.

#### École critique
L'école critique tend à souligner les faiblesses du thomisme et considère certaines des 24 thèses comme seulement probables. Par exemple, Pedro Descoqs critique l'hylémorphisme et discute la distinction entre essence et existence.

## Principaux théologiens et philosophes
- Joseph Auguste Gredt
- Marie-Dominique Chenu
- Jacques Maritain
- André Marc
- Étienne Gilson
- Joseph Maréchal
- Antonin-Gilbert Sertillanges
- Octavio Nicolas Derisi
- Joseph de Finance de Clairbois
- Aimé Forest
- Michel-Louis Guérard des Lauriers
- Jean Daujat
- Luigi Taparelli
- Tito Centi
- Cornelio Fabro
- Louis Jugnet
- Joseph Kleutgen

École néothomiste de Milan :
- Agostino Gemelli
- Francesco Olgiati (it)
- Gustavo Bontadini
- Alberto Boccanegra (it)
- Amato Masnovo
- Sofia Vanni Rovighi (it)